# Якушев, Виктор Петрович
Виктор Петрович Якушев (род. 6 июня 1949 года, Смоленская область) — российский учёный. Академик РАН (2013), РАСХН (2012), доктор сельскохозяйственных наук (1995), кандидат технических наук, профессор (2003). В Агрофизическом НИИ (Санкт-Петербург) прошёл путь от инженера до директора (с 1996 года). Депутат Ленинградского областного Совета (1990—1993).

## Биография
Родился в д. Горбачёвка Ельнинского р-на Смоленской области. Окончил физико-математический факультет Смоленского государственного педагогического института (1971) и факультет прикладной математики и процессов управления Ленинградского государственного университета (1980).
С 1976 года работает в Агрофизическом НИИ: первоначально инженер-программист, с 1978 года заведующий сектором, с 1985 года заведующий лабораторией, с 1989 года директор опытной станции, с 1995 года заместитель директора по научной работе, а с 1996 года — директор института.
Член Комиссии по борьбе с лженаукой и фальсификацией научных исследований при Президиуме Российской академии наук.
Главный редактор журнала «Агрофизика» и член редколлегий журналов «Доклады Россельхозакадемии», «Плодородие», «Ресурсосберегающее земледелие».
Семья: жена, сын и две дочери.
Опубликовал 245 научных трудов.
Награждён медалями «В память 300-летия Санкт-Петербурга» (2003), «100 лет профсоюзам России», ВДНХ, золотой медалью Минсельхоза РФ «За вклад в развитие агропромышленного комплекса России», Орденом Чести и Достоинства «Русь Державная».